# Dorothée

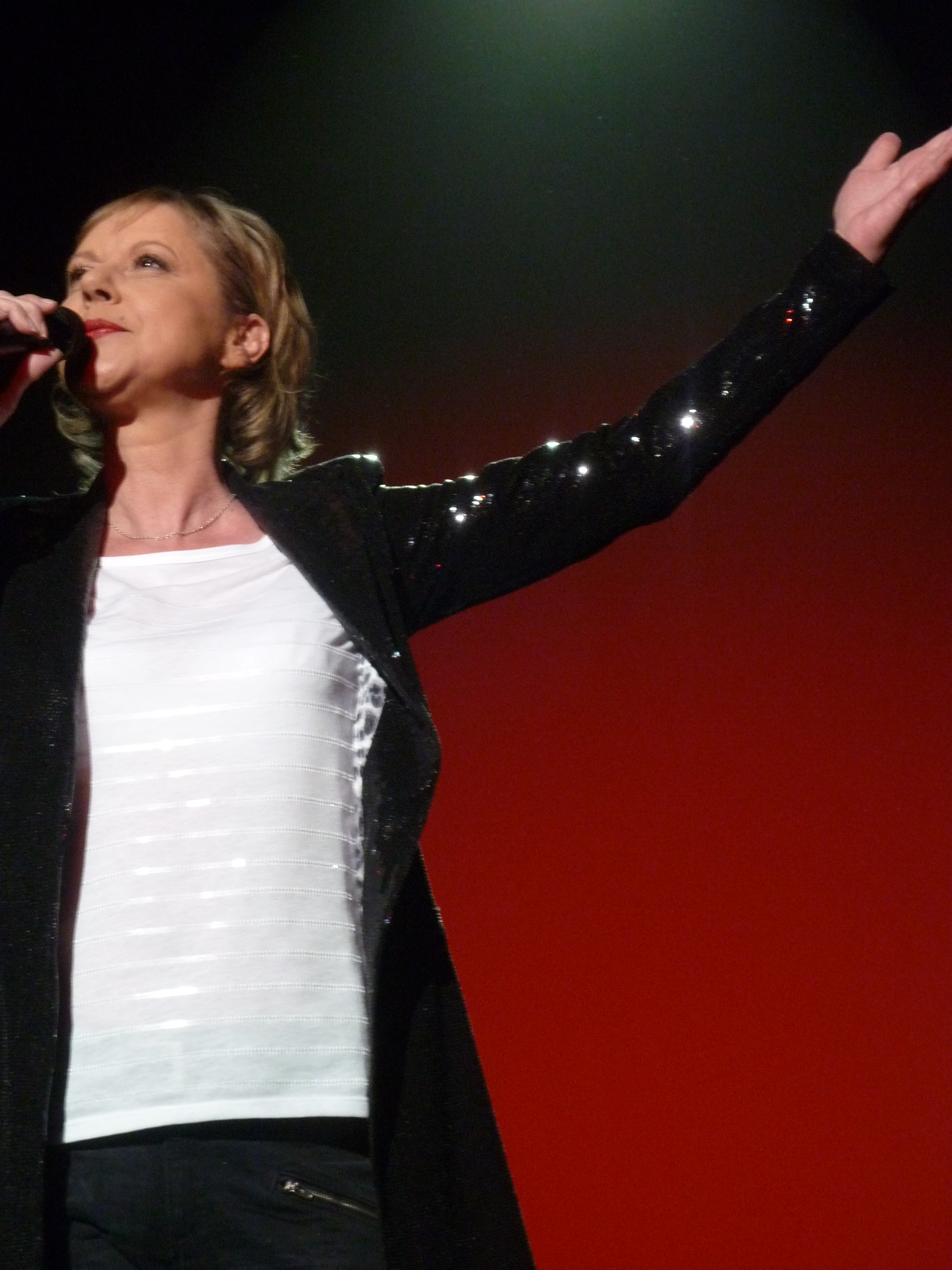
Dorothée w Olympii 17 kwietnia 2010.

Dorothée właściwie Frédérique Hoschedé (ur. 14 lipca 1953 w Paryżu) – francuska piosenkarka, aktorka i prezenterka telewizyjna.

## Wybrana filmografia

### Role
Dorothée w:
- Dorothée au Royaume de Diguedondaine
- Dorothée et la Voiture Rouge
- Dorothée et le Trésor des Caraïbes
- Les Aventures de Dorothée
- 1979: Uciekająca miłość jako Sabine Barnerias

## Dyskografia

### Albumy studyjne
- 1980: Dorothée au pays des chansons[1][2]
- 1981: Candy raconte à Dorothée[3]
- 1982: Hou la menteuse!
- 1983: Pour faire une chanson[4][5]
- 1983: Les Schtroumpfs[6][7]
- 1984: Qu'il est bête![8][9]
- 1984: Schtroumpfs parade
- 1985: Allô allô Monsieur l'ordinateur[10][11]
- 1986: Maman[12][13]
- 1987: Docteur
- 1988: Attention danger
- 1989: Tremblement de terre
- 1990: Chagrin d'amour
- 1991: Les neiges de l'Himalaya
- 1992: Une histoire d'amour
- 1993: 2394
- 1994: Nashville Tennessee
- 1995: Bonheur City
- 1996: La honte de la famille
- 2010: Dorothée 2010

### Francuskie openingi
- Candy[14][15] (jap. Candy Candy)
- Dorothée et le Trésor des Caraïbes
- Latulu et Lireli
- Le Rêve de Jeanie (jap. Kinpatsu no Jeanie)
- Le Sourire du Dragon[16][17] (pol. Lochy i smoki)
- Les Ewoks
- Les Jumeaux du Bout du Monde
- Les Misérables (1992) (Nędznicy)
- Les Schtroumpfs (pol. Smerfy)
- Récré A2
- Sophie et Virginie[18][19] (pol. Sierotki)
- Tico et ses Amis (jap. Nanatsu no Umi no Tiko)

Źródło:

## Nagrody i nominacje
- 2010: Kawaler Orderu Sztuki i Literatury[21][22]